# West-Duits voetbalkampioenschap 1911/12
In 1911/12 werd het tiende voetbalkampioenschap gespeeld dat georganiseerd werd door de West-Duitse voetbalbond.
Cölner BC 01 was meteen voor de finale geplaatst omdat zij uit de sterkste competitie kwamen. Ze werden ook kampioen en plaatsten zich voor de eindronde om de Duitse landstitel. De club verloor in de eerste ronde van Karlsruher FV.

## Deelnemers aan de eindronde
| Club                         | Gekwalificeerd als      |
| ---------------------------- | ----------------------- |
| VfB 08 Gießen                | Kampioen van Hessen     |
| Essener SV 1899              | Kampioen van Noordrijn  |
| SuS 1896 Schalke             | Kampioen van Westfalen  |
| Cölner BC 01                 | Kampioen van Zehnerliga |
| FC Borussia München-Gladbach | Kampioen van Zuidrijn   |

## Eindronde

### Halve finale A-Klasse
|               |                              |       |               |                  |
| 31 maart 1912 | FC Borussia München-Gladbach | 5 – 0 | VfB 08 Gießen | München-Gladbach |
| 31 maart 1912 |                              |       |               | München-Gladbach |

|               |                  |       |                 |               |
| 31 maart 1912 | SuS 1896 Schalke | 2 – 6 | Essener SV 1899 | Gelsenkirchen |
| 31 maart 1912 |                  |       |                 | Gelsenkirchen |

### Finale A-Klasse
|               |                              |       |                 |          |
| 12 april 1912 | FC Borussia München-Gladbach | 1 – 0 | Essener SV 1899 | Duisburg |
| 12 april 1912 |                              |       |                 | Duisburg |

## Finale West-Duitsland
|               |                              |       |              |                  |
| 23 april 1912 | FC Borussia München-Gladbach | 2 – 4 | Cölner BC 01 | München-Gladbach |
| 23 april 1912 |                              |       |              | München-Gladbach |